# 老人与海
《老人與海》（英語：The Old Man and the Sea）是美國作家欧内斯特·海明威創作的1952年中篇小說。該小說寫於1950年12月至1951年2月間，是海明威生前發表的最後一部主要小說作品。小說講述老漁夫聖地牙哥的故事，以及他為了抓一條大馬林魚那漫長又艱苦的過程。《老人與海》在問世前就備受期待，甫發行就締造銷量紀錄；專業書評起初同樣趨於正面，但隨著時間有所轉變。
開始動筆寫《老人與海》時，海明威人在古巴，正經歷一段人生的動盪期。他的上一部小說《渡河入林》書評很差，而在與妻子瑪麗關係破裂後，他愛上了他的缪斯阿德里雅娜·衣凡西雀。完成「海洋三部曲」的其中一本書後，海明威開始寫一則關於老人與馬林魚的故事當作附錄，內容是他在15年前聽說的。他一天可寫多達一千字，在六個星期內完成了26,531字的手稿。
下一年內，海明威確信這份手稿能自成一部中篇小說。1952年9月1日發行的《生活雜誌》刊登了小說的完整版本，與海明威合作的斯克里布纳之子公司則在一週後發行書籍版的初版。由於初期的良好評價和口耳相傳效應，外界的期望相當高，以至於雜誌和書籍版都盜版頻傳。雜誌在兩天內賣出了破紀錄的530萬份，書籍版也暢銷數萬冊。至年底，《老人與海》已被翻譯成九種語言，並在《紐約時報》暢銷書榜待了六個月。1953年，《老人與海》榮獲普立茲小說獎，隔年還成為诺贝尔文学奖頒給海明威時，頒獎理由中唯一提及的作品。
早期的書評多為好評，許多評論家將《老人與海》視為海明威在《渡河入林》口碑失利後的回歸之作。讚譽之聲隨著時間漸漸稀少，文學評論家開始認為《老人與海》的早期評價過於誇大。該小說是媲美抑或是遜於海明威的其他作品，這個問題成為學界的辯論點。針對《老人與海》的主題分析著重於基督教象徵、與海明威前幾作的主題相似度，以及聖地牙哥的形象。

## 劇情綱要
聖地牙哥是一名老漁夫，他一連84天都沒有捕到一條魚，被人稱做salao（倒楣鬼）。聖地牙哥的學徒馬諾林（Manolin）為父母所逼，為另一艘比較幸運的船做事，不過馬諾林仍每天幫聖地牙哥準備捕魚用具，以及帶食物給他。兩人談天，聊著棒球和知名棒球選手乔·迪马乔，直到馬諾林離去、聖地牙哥睡著。老漁夫夢到了年輕時的經歷和所見景色。
隔天，聖地牙哥划著小船早早出海，打算將船開遠，深入墨西哥灣暖流。他在早上只捕到一條小隻的长鳍金枪鱼，晚些時候才鉤中一條巨大的馬林魚。馬林魚太過沉重，無法拉出水面、拖到船上，反而牽著船前往更遠的海域。聖地牙哥堅持了一整夜，在日出前吃掉了长鳍金枪鱼。他第一次看清馬林魚的面貌，原來牠的身長甚至勝過他的小船。聖地牙哥越來越欣賞這條魚，為這位對手致以敬意和同情。夜晚再次來臨，聖地牙哥稍微睡了一些；馬林魚的動靜弄醒了他，雖然驚慌，但他設法維持心態的穩定。第三天早上，馬林魚開始繞圈打轉，聖地牙哥在幾乎失神的狀態下將牠拖上來並以魚叉刺之，之後將牠綁在船尾拖行。
一條鲭鲨聞到了馬林魚的血腥味，前來一口咬掉了40磅（18）的肉。聖地牙哥殺了鲭鲨，但代價是失去了魚叉，他將刀子綁在槳上充當長矛，在刀刃斷掉前又殺了三條鯊魚。聖地牙哥咒罵自己做得太過頭，對著馬林魚殘破的屍體道歉。日落前，聖地牙哥又宰了兩條鯊魚，但馬林魚只剩一半。第三個晚上，鯊群將馬林魚吃乾抹淨，只留下骨頭。小船終於靠岸，聖地牙哥在自己的棚屋裡入睡，放著綁在船尾的馬林魚骨頭不管。
天亮後，馬諾林看到聖地牙哥的樣子，不禁哭泣。他帶來咖啡坐在一旁，等到聖地牙哥醒來，並堅持要在未來繼續跟著聖地牙哥。有一名漁夫量出這條馬林魚有18英尺（5.5）長。一對遊客將馬林魚的巨大骨頭誤認為鯊魚的骨頭。聖地牙哥回到夢鄉，夢著非洲沙灘上的獅子。

## 創作背景與出版

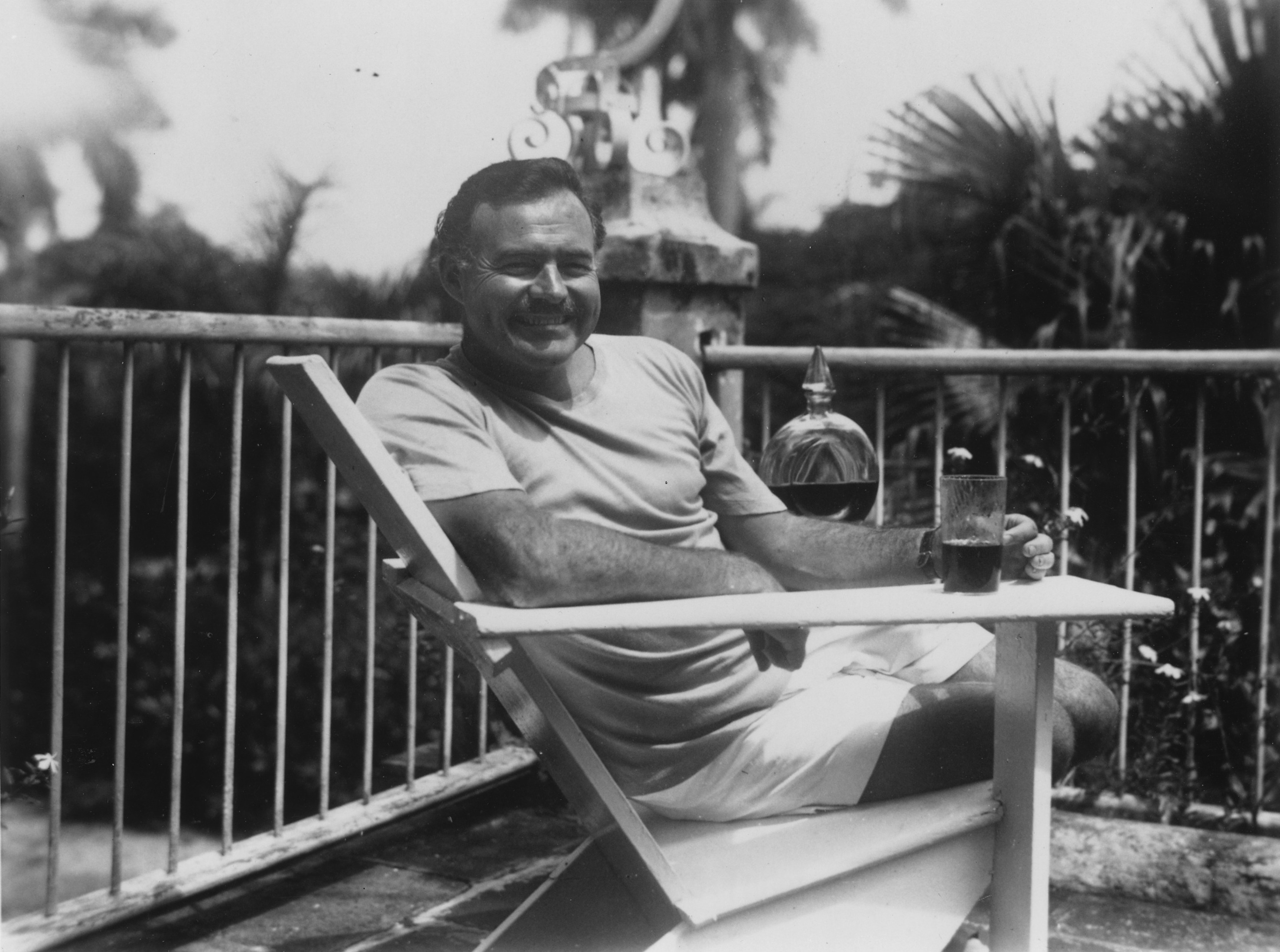
海明威在古巴的住處維吉亞農莊，他在那裡寫下了《老人與海》。照片攝於1946年。

《老人與海》是欧内斯特·海明威的第六部重要小說作品，承繼《太阳照常升起》（1926年）、《永别了，武器》（1929年）、《有钱人和没钱人》（1937年）、《戰地鐘聲》（1940年）以及《渡河入林》（1950年）。最近的一部作品《渡河入林》於1950年9月7日出版，雖然首月銷量達到7萬5千冊，穩坐《紐約時報》暢銷書榜長達12週，但專業書評相當負面。另一方面，與妻子瑪麗的婚姻關係觸礁後，海明威更加迷戀他的缪斯——義大利少女阿德里雅娜·衣凡西雀，1950年末至1951年初的冬季兩人一同在古巴生活。1950年12月初，海明威覺得寫作手感恢復，便完成了一本著作《海流中群島》（1970年才首度出版），當作他構想的「海洋三部曲」的其中一部。隨著對衣凡西雀的熱情逐漸冷卻，海明威開始創作下一篇故事，也就是《老人與海》。
該小說的構想可追溯到1935年，海明威在古巴的嚮導卡洛斯·古鐵雷斯（Carlos Gutiérrez）告訴他一則老人與巨大馬林魚的故事，海明威當時就將之寫成一篇短文並發表於《时尚先生》1936年4月號，題為徜徉藍海：一封墨西哥灣暖流的信（暫譯，On the Blue Water: A Gulf Stream Letter）。作家瑪麗·克魯茲（Mary Cruz）認為，古鐵雷斯提供的故事最早可能是由古巴作家拉蒙·梅薩·蘇亞雷斯·因克蘭在1891年寫下，往後的四十年內，漁夫們一再轉述這則故事。海明威對墨西哥灣暖流的熟稔程度也影響了《老人之海》，在動筆前的數十年間，他在那片海域航行過好幾千個小時。海明威非常熱衷於捕大魚這項休閒活動，投身其中之餘還贏了數場競賽；他也成了狂熱的業餘博物學家，邀請亨利·威德·福勒與查爾斯·卡德瓦拉德（Charles Cadwalader）等專家幫他記錄皮拉號上的戰利品。得益於海明威捕魚和駕船的出色技巧，鱼类学家福勒在海明威的船上只待了一個月，收穫就足以讓他「訂正整個北大西洋的馬林魚分類」。
海明威已有16年沒有書寫小說類型，但他對捕魚和海洋的熱愛和知識發揮奇效，他赫然發現自己每天可寫上一千字，速度是平常的兩倍。衣凡西雀在1951年2月7日離去，雖然海明威因此感到心神不寧，《老人與海》這部中篇小說仍在2月17日大致完成。海明威的妻子瑪麗每夜閱讀他當天寫的內容，留下的評語是她「準備好要原諒海明威幹過的每一件討人厭的事」。海明威本人也被《老人與海》這部看似簡單、只花了不到六週寫成的故事給打動。接下來的數月內，海明威將稿子的副本寄給信任的友人和合作者，例如好友A·E·哈奇納和書商老闆查爾斯·斯克里布納三世，大家都給出很正面的回饋。
26,531字的《老人與海》手稿被擱置了一年多，在那期間，海明威日益確定自己希望將該小說單獨發表，而不是當作「海洋三部曲」的附庸。和李蘭·海沃德與華萊士·邁耶（Wallace Meyer）兩人的對話進一步鼓舞他這麼做；邁耶在1952年5月安排讓《老人與海》在單獨一期的《生活雜誌》上完整刊登，對此海明威大為高興。在寫給邁耶的信中，海明威希望藉此機駁斥那些認為他只該寫類似《戰爭與和平》和《罪与罚》的小說的觀點。海明威否決了出版社斯克里布纳之子公司的首版封面設計，他請衣凡西雀畫一些素描圖，結果認為後者更為適合。海明威原本打算將《老人與海》獻給瑪麗和他的船皮拉號，但在亡兵紀念日時因想起亡友而改變主意；瑪麗很大方地接受了新的方案，最終該小說的致意對象為斯克里布納和編輯麥克斯威爾·柏金斯。到了夏天，事態發展緩慢但順利。海明威的老對頭威廉·福克納發表了一篇評論，大加讚賞《老人與海》，口耳相傳的效果讓《生活雜誌》和斯克里布納之子出版的書籍版供不應求、盜版頻出。
1952年9月1日，《生活雜誌》推出劳动节刊，其中收錄著首度問世的《老人與海》；兩天內該期雜誌就賣出了創紀錄的530萬份。一週後的9月8日，斯克里布纳之子出版書籍版。小說的書籍版在美國地區和英國地區（強納森·凱普出版）的合計預售量達到7萬冊，接下來的每週銷量亦有5千冊。《老人與海》盤據《紐約時報》暢銷書榜長達26週，至1953年初為止已被翻譯成九種語言。

## 迴響
《老人與海》獲得大眾好評。在該小說問世後的三週內，海明威每天收到超過八十封的支持者來信，《生活雜誌》收到的甚至更多。宗教人士開始在布道時引用該小說的主題內容。專業書評的首輪評價也同樣正面，他們認為《老人與海》勝過《渡河入林》、媲美海明威的早期作品。《時代雜誌》以「大師傑作」稱之，西里爾·康諾利稱讚《老人與海》是「海明威寫過最棒的故事」，馬克·蕭爾則認為這部「無可比擬」的作品使海明威脫穎而出，成為「本世紀最偉大的美國小說匠人」。許多書評將該故事視為「海明威歷來作品中的金字塔頂點」，以「經典」來形容之。海明威個人最喜歡的書評出自歷史學家伯纳德·贝伦森，此人撰文稱《老人與海》比赫尔曼·梅尔维尔的《白鯨記》還要出色，並在許多方面可與荷马史詩相提並論。
追捧熱潮消退後，較不正面的評語開始出現。德爾莫·施瓦茨認為，第一批書評只是因為《老人與海》不如《渡河入林》那般糟糕而欣喜，卻把大眾看法給帶偏了。西摩·克里姆撰文稱《老人與海》「一成不變」，約翰·W·奧爾德里奇則自覺「對於四處盛行的小說熱潮無法共感」。傑佛瑞·邁耶斯在多年後稱《老人與海》是海明威「最被高估的作品」以及一則「假正經的寓言故事」，還帶有「致命缺陷」。雖然書評漸趨冷淡，《老人與海》仍在1953年5月4日贏得普立茲小說獎；海明威早前的《永别了，武器》（1929年）與《戰地鐘聲》（1940年）與該獎失之交臂，此次是他頭一次得獎。他也獲頒一枚古巴巴蒂斯塔政府給予的榮譽獎章，儘管他本人並不認同這個新政權。《老人與海》斬獲的最高認可是1954年10月28日時，瑞典学院將诺贝尔文学奖頒給海明威時只提到該小說的名字；頒獎單位稱讚《老人與海》展現出「對現代敘事之藝術的精通，既強而有力又獨樹一格」。
《老人與海》是大量學術評論所注目的對象，這些評論隨著世代變遷有所轉變。維特·威廉斯指出，早期的學術觀點集中在「自然主义悲劇、基督教悲劇、關於藝術與其作者的寓言故事，甚至是自傳性質的手法」。針對這些主題的分析一直持續至1960年代，當時約翰·基林格（John Killinger）將《老人與海》聯繫到阿尔贝·加缪、让-保罗·萨特與弗里德里希·尼采的思想，而理查·霍維則以恋母情结對照小說的主題。然而，菲利浦·楊（Philip Young）在1966年再版的《海明威：一次重新審視》（暫譯）一書中，給出了比1952年的初版還要更不正面的評價，在學術界樹立起對《老人與海》冷漠以待的風氣，持續了數十年。一直到1991年，傑瑞·布倫納（Gerry Brenner）發表極具批判性的《老人與海：關於凡夫的故事》（暫譯），對本書的分析才真正復甦，並且持續至今。
據邁耶斯於1985年指出，《老人與海》被世界各地的學校當成英語課程的教材，每年的版稅收入可達10萬美元。中央情报局還指出，該小說是萨达姆·侯赛因最愛的書，他認為自己就像聖地牙哥一樣「憑著勇氣、毅力和尊嚴力挽狂瀾」。英国广播公司（BBC）在2003年舉辦「大閱讀」，調查英國人最愛的兩百部小說，《老人與海》排在第173名。海明威親自參與了1958年改編電影的製作，該片由史賓塞·屈賽主演。製片過程歷經多重困難，雖然迪米特里·迪奥姆金操刀的原声音乐贏得奥斯卡最佳原创音乐奖，海明威打從心底不喜歡那部片。之後還有兩部改編電影，一部是安東尼·奎恩主演的1990年電視電影，另一部是亞歷山大·康斯坦丁諾維奇·彼得羅夫製作的1999年電影，後者得過奥斯卡最佳动画短片奖。

## 專業分析

### 作品水準與合理性
一些文學評論家認為《老人與海》不及海明威早期的作品。德怀特·麦克唐纳將之批評為假裝擬古的散文，試圖裝高雅但實為適得其反。他批評《老人與海》不如海明威早期的作品；在他眼中，《老人與海》嘮叨且重複，比起海明威1927年短篇小說《没有被斗败的人》中那「紀律嚴明、講求實際的輕描淡寫筆法」，顯然差了一截。傑瑞·布倫納（Gerry Brenner）給出類似的看法，指稱《老人與海》在文風和散文上充斥著業餘錯誤。傑佛瑞·邁耶斯批評《老人與海》的通俗剧要素、象征主义和諷刺成分，並總結道「海明威若非是在愚弄自己的藝術功力」，便是嫻熟地對一幫做作的觀眾投其所好。
羅伯·威克斯（Robert Weeks）指稱《老人與海》存在諸多現實中不可能之處，其中一例是聖地牙哥辨別魚類和判斷天氣型態的本事幾近透視。威克斯也認定，曾因厭惡敘事創新而遭批評的海明威在《老人與海》的核心摻入了虛情假意。他總結道，《老人與海》是「較差的海明威小說」。畢克福特·席維斯（Bickford Sylvester）則評論道，威克斯舉出的毛病大多源於當時的錯誤科學認知，剩下的則是有意為之，目的是引領讀者接觸到小說的弦外之音和最深層的細節。席維斯也辯稱，《老人與海》中看似不可置信的故事細節其實是暗示所在。他舉出聖地牙哥與馬諾林之間關於棒球的談話為例，該安排不只點出小說背景的確切日期（1950年9月12日–16日），還使聖地牙哥與他心目中的英雄乔·迪马乔產生對照，後者也是漁夫之子，並在同一週有起死回生般的表現。

### 主題

#### 古典觀點
基督教象徵在《老人與海》中舉足輕重。「聖地牙哥」（Santiago）這個名字是使徒聖詹姆斯的西班牙語稱呼，根據《新約聖經》所述，聖詹姆斯曾是一名漁夫，死後成為西班牙的主保聖人，在聖地亞哥-德孔波斯特拉建有紀念之所。在1954年一封致某位布朗神父（Father Brown）的信中，海明威寫道「你知道聖地牙哥，你應該也知道名字的事不是意外巧合」；學者H·R·史東貝克聲稱，這代表著《老人與海》與聖地牙哥朝聖之路有密切關聯，這條路在《太阳照常升起》中也大有著墨。史東貝克也舉出另一處明顯關聯，即小說中的情節與《路加福音》中的捕魚的神蹟都涉及一名漁夫經歷壞運氣、出征遠洋，最後捕到一條大魚；他也將《老人與海》中對天上繁星的反覆提及，連結至「孔波斯特拉」（Compostela）一詞的拉丁語語源——campus stellae（直译：「繁星原野」）。史東貝克指稱，海明威在書中強調「朝聖者聖詹姆斯的謙遜、溫柔、貧困、決心和耐力」，另一方面則淡化戰士聖詹姆斯馬塔莫羅斯的形象；這個選擇「再現了聖人身分的典範所在」。
聖地牙哥的信條是「人可以被摧毀，但不能被打敗」，這個主題也出現在海明威筆下的大多數故事和主角身上，從《太阳照常升起》的傑克·巴恩斯（Jake Barnes）、《戰地鐘聲》的羅伯·喬登（Robert Jordan）到《渡河入林》的理查·坎特威爾（Richard Cantwell）皆然；《有钱人和没钱人》亦有類似的主題。梅爾文·貝克曼（Melvin Backman）認為聖地牙哥可說是海明威筆下最顛峰的「鬥牛士」，此人追尋一種更天然的暴力，迥異於前幾部小說中的鬥牛或殺生行為。約瑟夫·華德梅爾（Joseph Waldmeir）也覺得，比起海明威1932年的小說《午後之死》，《老人與海》更能讓讀者一窺這位作家對人皆有死的看法之全貌。
許多評論家不只將聖地牙哥對照到聖詹姆斯，甚至還舉出耶稣來相提並論，特別是關於受難與被釘十字架的部分。貝克曼從小說中點出數處證據，第一例便是聖地牙哥想要「靠著船板好好休息，什麼都別想」的心願；席維斯、賴瑞·格萊姆斯（Larry Grimes）與彼得·L·海斯（Peter L. Hays）則引述了在那之前的橋段——聖地牙哥的眼睛附近割傷並流血，彷如荆棘王冠刺出的傷口，使人聯想到聖傷。還有一段經常被引述的文句，出現在聖地牙哥注意到兩隻鯊魚的橋段：
「Ay（哎）！」他（聖地牙哥）大聲叫出來。這個字無法翻譯，或許就像是一個人感覺到釘子釘穿他的手後刺進木頭中時，不由自主發出的噪音。
這段文字被席維斯、格萊姆斯與海斯視為「對釘十字架的明確引用」；連發生時間都和耶穌之死同個時辰（星期五下午三點），這段劇情可說是宗教元素比對的高潮。布倫納認為書中對基督教的引用大有問題，「拿聖地牙哥之名輕率淺薄地與耶穌之名攀關係」既不必要，對《新約聖經》也不夠尊重。史東貝克駁斥布倫納的結論，也駁斥一切認為將聖地牙哥視為耶穌化身是簡化過頭的觀點，他聲稱聖地牙哥這個人物是海明威的理想具體化的結果，那種程度的尊崇本就是應得的。

#### 現代觀點
布倫納在1991年的著作中將聖地牙哥評為一個有重嚴重缺陷的人，他欠缺智慧又傲慢，為人還帶有家长主义和反环境保护主义。他也批評這位漁夫主人公取走海洋的珍貴資源、卻無視環境考量的無能之處。布倫納進一步指稱，聖地牙哥明顯有著性別歧視、敵視一切帶有女性特質的事物，但他的形象又因為他對馬諾林抱有潛在同性戀情感而女性化；他的攻擊性脾氣使馬諾林受心理創傷，還運用瞞騙的方式操弄馬諾林。布倫納的分析遭到強力批評：史東貝克稱之為「幼稚的枯燥陳述......蹩腳、速食般的評論，拋出的問題毫無新意」，席維斯、格萊姆斯與海斯則指稱「那本書大半充斥著極端的誇張言詞和錯誤解讀」。吉連·洛夫（Glen Love）也提出類似的生态学批評，席維斯等三人回應道，布倫納和洛夫不只忽視了經濟上的現實面，還要求未受過教育的聖地亞哥去考量那些1950年時生物学圈子外少有人關心的問題。
蘇珊·比果（Susan Beegel）以生態女性主義的角度分析《老人與海》，她反對布倫納將聖地牙哥視為性別歧視者；反之她寫道，聖地牙哥實際上是與女性般的海洋結為連理，並為之付出。不過比果也認為，在聖地牙哥看來，海洋如同性情頻變、殘酷無情且亂無章法的女人，也因此有必要被男性的力量來征服打敗。席維斯、格萊姆斯與海斯並不贊成，視聖地牙哥的行為帶有全然的尊重。另一方面，傑佛瑞·赫利希（Jeffrey Herlihy）評論道，聖地亞哥對西班牙的精神承繼應當被視為《老人與海》一個重要但不外顯的層面。聖地牙哥雖紮根於古巴文化，但每晚都夢見西班牙，赫利希相信他的移民背景可說是「這部中篇小說的隱藏根基」。

## 中文译本
著名小说家张爱玲是《老人与海》中译本的第一人，於1952年12月發表。张爱玲譯本的正体中文版於2012年由臺灣皇冠文化出版有限公司出版，收录在《张爱玲译作选二》（ISBN 9789573328667）中，在臺灣和香港发行上市；简体中文版由张爱玲遗产执行人宋以朗授权给译林出版社出版发行。
以下列出《老人與海》的所有中譯本，但不包含改寫版、兒童版和再版資訊：
- 《老人與海》，張愛玲譯，香港中一出版社，1952年12月
- 《海上漁翁》，辛原（董世芬）譯，高雄拾穗出版，1953年2月
- 《老人與海》，凌雲譯，臺北中和旋風出版，1956年
- 《老人與海》，海觀譯，上海新文藝出版社，1957年
- 《老人和大海》，余光中譯，重光文藝出版社，1957年12月
- 《老人與海》，張愛玲譯，香港今日世界出版社，1972年
- 《老人與海》，蔣伯川譯，臺北國際文化出版，1972年
- 《老人與海》，羅珞珈譯，臺北志文出版，1980年7月，ISBN 9789575452223
- 《老人與海》，李錫胤譯，四川文藝出版社，1987年
- 《老人與海》，董衡巽譯，漓江出版社，1987年，ISBN 7540700866
- 《老人與海》，吳勞譯，上海譯文出版社，1987年
- 《老人與海》，黃碧蓮譯，臺南遠志出版，1989年，ISBN 9579399018
- 《老人與海》，曲愛琳譯，臺北金楓出版，1990年9月，ISBN 9789578501010
- 《老人與海》，周庭立譯，臺北新莊輔欣出版，1991年3月
- 《老人與海》，宋碧雲譯，臺北遠景出版，1992年，ISBN 9573902656
- 《老人與海》，董衡巽譯，臺北林鬱出版，1992年1月，ISBN 957-9093-16-4
- 《老人與海》，愛瑪譯，臺北敦煌書局，1998年，ISBN 9576062527
- 《老人與海》，王強編譯，臺北中和大步文化，1999年，ISBN 9789574800506
- 《老人與海》，黛孜譯，臺北寂天文化事業有限公司，1999年4月，ISBN 957-0404-33-7
- 《老人與海》，林凱慧譯，臺北人本自然文化出版，2000年，ISBN 9789574701476
- 《老人與海》，藍婷譯，臺北長宥文化出版，2000年，ISBN 9789578265677
- 《老人與海》，劉羽雯譯，臺北未來書城出版，2002年，ISBN 9789867943712
- 《老人與海》，李淑貞編譯，臺北理得出版，2002年，ISBN 9789867870056
- 《老人與海》，胡慶生譯，臺北中和華文網出版，2002年
- 《老人與海》，李毓昭譯，臺中晨星出版，2003年5月，ISBN 957-455-408-2
- 《老人與海》，王強譯，臺北中和漢宇國際文化出版，2006年，ISBN 9789867103789
- 《老人与海：双语全译本》，黄源深譯，南京譯林出版社，2007年，ISBN 9787544700160
- 《老人與海》，吳勞譯，上海譯文出版社，2009年，ISBN 9787532747986
- 《老人與海》，余光中譯，南京譯林出版社，2011年，ISBN 9787544716680
- 《老人與海·雪山·春潮》，葉純譯，臺北風雲時代出版，2011年7月，ISBN 9789861467771
- 《老人與海：海明威中短篇小說選》，陌上花譯，臺北海鴿文化出版，2013年1月，ISBN 9789865951290
- 《老人與海》，李繼宏譯，天津人民出版社，2013年，ISBN 9787201077727
- 《老人與海》，楊照譯，臺北麥田出版，2013年4月，ISBN 9789861738949
- 《老人與海》，傅凱羚譯，新北木馬文化出版，2016年2月，ISBN 978-986-359-217-4
- 《老人与海：全译本》，王耀譯，吉林文史出版社，2017年，ISBN 9787547243695
- 《老人与海》，王仁才译，中国友谊出版公司，2017年，ISBN 9787505735668
- 《老人與海》，孙致礼譯，四川文艺出版社出版，2017年，ISBN 9787541142017
- 《老人與海》，刘庆山譯，南京出版社，2018年，ISBN 9787553321547
- 《老人與海》，鲁羊譯，北京中信出版集团股份有限公司，2018年，ISBN 9787508696010

## 備註
1. 1 2  又譯山第耶哥[1]、山帝亞戈[2]、山蒂埃戈[3]、山提亞哥[4]、桑地亞哥[5]、桑迪亞哥[6]、桑提亞哥[7]或圣迭戈[8]。
2. ↑  翻譯參照[9][10][11][12][13][14]。又譯曼諾林[15]。
3. ↑  翻譯參照[16]。
4. 1 2  翻譯參照[24]。又譯比拉號[25]。
5. ↑  翻譯參照[63]。原文：
6. ↑  翻譯參照[67]。原文：
7. ↑  翻譯參照[70]。原文：

### 腳註
1. ↑  羅珞珈譯 2000，第54頁.
2. ↑  黛孜譯 2005，第2頁.
3. ↑  曲愛琳譯 1990.
4. ↑  安東尼·伯吉斯 1999，第110頁.
5. ↑  李毓昭譯 2004，第27頁.
6. ↑  傅凱羚譯 2017，第8頁.
7. ↑  董衡巽譯 1992，第23頁.
8. ↑  李继宏譯 2013，第3頁.
9. ↑  董衡巽譯 1992，第42頁.
10. ↑  羅珞珈譯 2000，第74頁.
11. ↑  李毓昭譯 2004，第44頁.
12. ↑  黛孜譯 2005，第19頁.
13. ↑  楊照譯 2017，第26頁.
14. ↑  傅凱羚譯 2017，第28頁.
15. ↑  陳森. . 《中央日報》. 1972-07-22: 第10版 （中文（臺灣））.
16. ↑  李毓昭譯 2004，第21頁.
17. ↑  Baker 1962，第1頁; Kosiba 2012.
18. ↑  Reynolds 1999，第228–229頁; Baker 1988，第486頁.
19. ↑  Reynolds 1999，第250–257頁; Baker 1988，第488–489頁.
20. ↑  Baker 1988，第489頁.
21. ↑  Sylvester, Grimes & Hays 2018，第xiii頁.
22. ↑  Flood, Alison. . The Guardian. 2018-11-13  [2022-09-08]. （原始内容存档于2022-11-29） （英语）.
23. ↑  Cruz 1981，第168–170頁.
24. ↑  傅凱羚譯 2017，第154頁.
25. ↑  董衡巽譯 1992，第186頁.
26. ↑  Baker 1988，第264頁; Sylvester, Grimes & Hays 2018，第xiv頁.
27. ↑  Baker 1988，第489頁; Sylvester, Grimes & Hays 2018，第xiv頁.
28. ↑  Baker 1988，第489–490頁; Reynolds 1999，第238頁.
29. ↑  Reynolds 1999，第238, 249頁; Baker 1988，第490, 492頁.
30. ↑  Baker 1988，第492–493, 499頁.
31. ↑  Meyers 1985，第485頁; Baker 1988，第499–501頁.
32. ↑  Baker 1988，第501頁.
33. ↑  Reynolds 1999，第250頁.
34. ↑  Baker 1988，第503–504頁.
35. ↑  Meyers 1985，第485頁; Reynolds 1999，第258頁; Baker 1988，第504–505頁; Oliver 1988，第247頁.
36. ↑  Baker 1988，第505頁.
37. ↑  Reynolds 1999，第258–259頁; Meyers 1982，第412頁; Meyers 1985，第486–487頁; Schorer 1962，第134頁.
38. ↑  Sylvester, Grimes & Hays 2018，第xix–xx頁.
39. ↑  Baker 1988，第505頁; Reynolds 1999，第259頁.
40. ↑  Meyers 1985，第487–488頁; Reynolds 1999，第259頁.
41. ↑  Meyers 1985，第488–489頁.
42. ↑  Reynolds 1999，第263頁; Baker 1988，第510頁; Meyers 1985，第489頁.
43. ↑  Baker 1988，第506頁.
44. 1 2  Oliver 1999，第246頁.
45. ↑  . NobelPrize.org. Nobel Prize Outreach.   [2023-09-10]. （原始内容存档于2023-02-09）.
46. ↑  Williams 1981，第173頁; Sylvester, Grimes & Hays 2018，第xxi頁.
47. ↑  Sylvester, Grimes & Hays 2018，第xxiii–xxvii頁.
48. ↑  Meyers 1985，第485頁.
49. ↑  . Central Intelligence Agency. （原始内容存档于2007-06-13）.
50. ↑  . British Broadcasting Corporation.   [2023-09-21]. （原始内容存档于2003-11-19）.
51. ↑  Oliver 1999，第247–248頁; Meyers 1985，第489–493頁.
52. ↑  Oliver 1999，第248頁.
53. ↑  . Oscars.org.   [2023-10-17]. （原始内容存档于2018-04-17）.
54. ↑  Macdonald 1960，第593, 596頁.
55. ↑  Macdonald 1960，第597–598頁.
56. ↑  Brenner 1991，第68–78頁.
57. ↑  Meyers 1985，第489頁.
58. ↑  Weeks 1962，第188–192頁.
59. ↑  Sylvester 1996，第265–266頁.
60. ↑  Sylvester 1996，第246–249, 256–261頁.
61. ↑  Stoneback 2014，第170–173頁.
62. ↑  Stoneback 2014，第173, 176頁.
63. ↑  楊照譯 2017，第109頁.
64. ↑  Oliver 1999; Meyers 1985，第489頁.
65. ↑  Backman 1962，第142–143頁.
66. ↑  Waldmeir 1962，第145–149頁.
67. ↑  楊照譯 2017，第69頁.
68. ↑  Backman 1962，第142頁; Sylvester, Grimes & Hays 2018，第69頁.
69. ↑  Backman 1962，第143頁; Oliver 1999，第57, 247頁; Waldmeir 1962，第144頁.
70. ↑  楊照譯 2017，第113頁.
71. ↑  Sylvester, Grimes & Hays 2018，第104頁.
72. ↑  Brenner 1991，第37–38頁.
73. ↑  Stoneback 2014，第176–177頁.
74. ↑  Brenner 1991，第54–66頁.
75. ↑  Brenner 1991，第80–96頁.
76. ↑  Stoneback 2014，第167–168頁; Sylvester, Grimes & Hays 2018，第xxvi頁.
77. ↑  Sylvester, Grimes & Hays 2018，第xxvi頁.
78. 1 2  Sylvester, Grimes & Hays 2018，第49頁.
79. ↑  Beegel 1985，第141–142, 146頁.
80. ↑  Beegel 1985，第141–146頁.
81. ↑  Herlihy 2011; Herlihy 2017，第117頁.
82. ↑  陳子善. . 人民網. 《文匯報》.   [2019-08-23]. （原始内容存档于2020-05-15） （中文（繁體））.
83. ↑  . 中国网.   [2012-02-04]. （原始内容存档于2014-08-17） （中文（中国大陆））.
84. ↑  . British Broadcasting Corporation. 2002-01-14  [2018-04-04]. （原始内容存档于2017-10-18） （英语）.

### 來源
英文
（依作者姓氏排序）
- Baker, Carlos. . New York: Charles Scribner's Sons. 1962. OCLC 564729505 –Internet Archive.
- Baker, Carlos. . New York: Macmillan Inc.（英语：Macmillan Inc.）. 1988 [1969]. ISBN 0-02-0016905.
- Backman, Melvin. . Baker, Carlos  (编). . New York: Charles Scribner's Sons. 1962: 135–143 [1955]. OCLC 564729505 –Internet Archive.
- Beegel, Susan. . Broer, Lawrence; Holland, Gloria  (编). . Tuscaloosa: University of Alabama Press（英语：University of Alabama Press）. 1985. ISBN 978-0-8173-1136-0.
- Brenner, Gerry. . New York: Twayne Publishers. 1991. ISBN 978-0-8057-8040-6.
- Cruz, Mary.  [Cuba and Hemingway on the Great Blue River]. 由Delpino, Mary翻译. Havana: Unión de Escritores y Artistes de Cuba. 1981 （西班牙语）.
- Herlihy, Jeffrey. . New York: Rodopi. 2011: 117  [2020-09-21]. ISBN 978-9042034099.
- Herlihy, Jeffrey. . The Hemingway Review. 2017, 36 (2): 8–41  [2020-01-06]. S2CID 149158145. doi:10.1353/hem.2017.0001. （原始内容存档于2019-08-17）.
- Kosiba, Sara. . . 2012. ISBN 978-0-19-982725-1. doi:10.1093/obo/9780199827251-0022.
- Macdonald, Dwight. . Partisan Review. Vol. 27 no. 4. 1960: 589–631  [2023-05-04]. （原始内容存档于2023-05-04） –Boston University.
- Meyers, Jeffrey. . London: Routledge. 1982. ISBN 978-0-0601-5437-0.
- Meyers, Jeffrey. . London: Macmillan. 1985. ISBN 978-0-0601-5437-0.
- Reynolds, Michael S. . New York: W. W. Norton & Company. 1999. ISBN 978-1-8460-3376-6 –Internet Archive.
- Oliver, Charles M. . New York: Facts on File. 1999. ISBN 978-0-8160-3934-0 –Internet Archive.
- Schorer, Mark. . Baker, Carlos  (编). . New York: Charles Scribner's Sons. 1962: 132–134 [1952]. OCLC 564729505 –Internet Archive.
- Stoneback, H. R. . Sylvester, Bickford; Grimes, Larry  (编). . Kent: Kent State University Press. 2014: 165–179. ISBN 978-1-6063-5181-9 –Internet Archive.
- Sylvester, Bickford. . Donaldson, Scott  (编). . Cambridge: Cambridge University Press. 1996: 243–268. ISBN 9781139000345.
- Sylvester, Bickford; Grimes, Larry; Hays, Peter L. . Kent: Kent State University Press. 2018. ISBN 978-1-6063-5342-4.
- Waldmeir, Joseph. . Baker, Carlos  (编). . New York: Charles Scribner's Sons. 1962. OCLC 564729505 –Internet Archive.
- Weeks, Robert. . College English（英语：College English）. 1962, XXIV (3): 188–192. JSTOR 373283. doi:10.2307/373283.
- Williams, Wirt. . Baton Rouge: Louisiana State University Press（英语：Louisiana State University Press）. 1981. ISBN 978-0-8071-0884-0 –Internet Archive.

中文
（依出版年份排序）
- 歐內斯特·海明威著; 曲愛琳譯. . 臺灣: 金楓出版有限公司. 1990年9月. ISBN 9789578501010 （中文（臺灣））.
- 歐內斯特·海明威著; 董衡巽譯. . 臺灣: 林鬱文化事業有限公司. 1992年. ISBN 957-9093-16-4 （中文（臺灣））.
- 安東尼·伯吉斯著; 光照譯. . 臺灣: 貓頭鷹出版社股份有限公司. 1999年. ISBN 957-9684-98-7 （中文（臺灣））.
- 歐內斯特·海明威著; 李毓昭譯.  四刷. 臺灣: 晨星出版有限公司. 2004-01-01 [2003-05-31]. ISBN 957-455-408-2 （中文（臺灣））.
- 歐內斯特·海明威著; 黛孜譯.  二版五刷. 臺北市: 寂天文化事業有限公司. 2005年1月 [1999年4月]. ISBN 957-0404-33-7 （中文（臺灣））.
- 歐內斯特·海明威著; 李继宏譯. . 天津人民出版社. 2013. ISBN 978-7-201-07772-7 –Internet Archive （中文（中国大陆））.
- 歐內斯特·海明威著; 楊照譯.  二版三刷. 臺北市: 麥田出版. 2017年7月 [2013年4月]. ISBN 978-986-173-894-9 （中文（臺灣））.
- 歐內斯特·海明威著; 傅凱羚譯.  二版二刷. 臺北市: 木馬文化事業股份有限公司. 2017年5月 [2016年2月]. ISBN 978-986-359-217-4 （中文（臺灣））.

## 延伸閱讀
（依作者姓氏排序）
- Baker, Carlos. . . New York: Charles Scribner's Sons. 1962: 156–173. OCLC 564729505 –Internet Archive.
- Baker, Carlos.  4th. Princeton University Press. 1972. ISBN 0691013055 –Internet Archive.
- Burhans Jr., Clinton S. . Baker, Carlos  (编). . New York: Charles Scribner's Sons. 1962: 150–155. OCLC 564729505 –Internet Archive.
- Jobes, Katharine T. (编). . Englewood Cliffs, New Jersey: Prentice Hall. 1968. ISBN 0136339174.